# Тигър и Дракон
„Тигър и Дракон“ (на китайски: 臥虎藏龍; на английски: Crouching Tiger, Hidden Dragon) e филм от фантастичния жанр уся (за бойни изкуства) на режисьора Анг Лий от 2000 г.

## Сюжет
В началото на XIX в. майсторът на бойните изкуства Ли Му Бай (Чоу Юн-Фат) има намерение да се оттегли от светския живот и да се отдаде на медитация, след като дълго се е опитвал да отмъсти за смъртта на своя господар. Той дарява своя меч – легендарно 400-годишно оръжие, известно като „Зелената съдба“, на своя приятелка-съмишленица в усвояването на тънкостите на боя и тайна любовница Ю Шу Лиен (Мишел Йо). На път към Пекин е и своенравната дъщеря на влиятелен политик Джен (Чжан Зи Ий). Същата нощ мистериозен маскиран крадец отмъква „Зелената съдба“. Ю се впуска в отчаяното му преследване, при което води няколко изключително зрелищни битки със загадъчния бандит. Ли скоро разбира, че маскираният крадец действа в съдружие с някогашния убиец на господаря му, но въпреки това съзира уникален боен талант у крадеца и предлага да го обучава в най-висшите степени на бойните изкуства ...

## Актьорски състав
| Актьор      | Роля               |
| ----------- | ------------------ |
| Чоу Юн-Фат  | Ли Му Бай          |
| Мишел Йео   | Ю Шу Лиен          |
| Джан Дзъи   | Жен Ю              |
| Чан Чен     | Ло Сяоху           |
| Чен Пей-пей | Нефритената лисица |

## Награди и номинации
| Категория                              | Номиниран(и)                           | Резултат                |
| Оскар (25 март 2001 г.)                | Оскар (25 март 2001 г.)                | Оскар (25 март 2001 г.) |
| -------------------------------------- | -------------------------------------- | ----------------------- |
| Най-добър чуждоезичен филм             | Най-добър чуждоезичен филм             | награда                 |
| Най-добра кинематография               | Най-добра кинематография               | награда                 |
| Най-добри декори                       | Най-добри декори                       | награда                 |
| Най-добра филмова музика               | Тан Дун                                | награда                 |
| Най-добър филм                         | Най-добър филм                         | номинация               |
| Най-добри костюми                      | Най-добри костюми                      | номинация               |
| Най-добър филмов монтаж                | Най-добър филмов монтаж                | номинация               |
| Най-добър режисьор                     | Анг Лий                                | номинация               |
| Най-добър адаптиран сценарий           | Уан Хуй-Лин, Джеймс Шамус и Цай Годжун | номинация               |
| Най-добра оригинална песен             | „A Love Before Time“                   | номинация               |
| Награда на БАФТА (25 февруари 2001 г.) |                                        |                         |
| Най-добър чуждестранен филм            | Най-добър чуждестранен филм            | награда                 |
| Най-добри костюми                      | Най-добри костюми                      | награда                 |
| Най-добра режисура                     | Анг Лий                                | награда                 |
| Най-добра филмова музика               | Тан Дун                                | награда                 |
| Най-добър филм                         | Най-добър филм                         | номинация               |
| Най-добра кинематография               | Най-добра кинематография               | номинация               |
| Най-добри декори                       | Най-добри декори                       | номинация               |
| Най-добър филмов монтаж                | Най-добър филмов монтаж                | номинация               |
| Най-добър звук                         | Най-добър звук                         | номинация               |
| Най-добри визуални ефекти              | Най-добри визуални ефекти              | номинация               |
| Най-добър грим и прически              | Най-добър грим и прически              | номинация               |
| Най-добър адаптиран сценарий           | Уан Хуй-Лин, Джеймс Шамус и Цай Годжун | номинация               |
| Най-добра актриса в главна роля        | Мишел Йео                              | номинация               |
| Най-добра актриса в поддържаща роля    | Джан Дзъи                              | номинация               |
| Златен глобус (21 януари 2001 г.)      |                                        |                         |
| Най-добър чуждестранен филм            | Най-добър чуждестранен филм            | награда                 |
| Най-добър режисьор                     | Анг Лий                                | награда                 |
| Най-добра филмова музика               | Тан Дун                                | номинация               |
| Награда „Хюго“                         |                                        |                         |
| Най-добро сценично представяне         | Най-добро сценично представяне         | награда                 |
| Сатурн (12 юни 2001 г.)                |                                        |                         |
| Най-добър екшън или приключенски филм  | Най-добър екшън или приключенски филм  | награда                 |
| Най-добри костюми                      | Най-добри костюми                      | номинация               |
| Най-добър режисьор                     | Анг Лий                                | номинация               |
| Най-добър сценарий                     | Уан Хуй-Лин, Джеймс Шамус и Цай Годжун | номинация               |
| Най-добра музика                       | Тан Дун                                | номинация               |
| Най-добър актьор                       | Чоу Юн-Фат                             | номинация               |
| Най-добра актриса                      | Мишел Йео                              | номинация               |
| Най-добра актриса в поддържаща роля    | Джан Дзъи                              | номинация               |
| Емпайър (19 февруари 2001 г.)          |                                        |                         |
| Най-добър филм                         | Най-добър филм                         | номинация               |
| Най-добър режисьор                     | Анг Лий                                | номинация               |

## Телевизионен дублаж
През 2008 г. Нова телевизия излъчи филма с български дублаж за телевизията. Дублажът е на Арс Диджитал Студио, чието име не се споменава. Екипът се състои от:
| Преводач            | Константин Николов                                                       |
| Режисьор на дублажа | Ралица Ботева                                                            |
| Тонрежисьор         | Михаил Михайлов                                                          |
| Озвучаващи артисти  | Силвия Русинова Анна Петрова Васил Бинев Петър Чернев Светозар Кокаланов |